# Rezervace Dja
Rezervace Dja je biosférická rezervace v jižním Kamerunu, která je od roku 1987 zároveň i světovým přírodním dědictvím UNESCO. Z 90 % je pokrytá tropickým deštným lesem, území je odvodňováno stejnojmennou řekou Dja, která je přítokem Konga. Panuje zde tropické klima se střídáním období sucha a období dešťů. Průměrný roční srážkový úhrn dosahuje hodnoty 1570 mm, přičemž pouze 100 mm spadne mimo období deště. Nadmořská výška rezervace se pohybuje od 400 do 800 m n. m. Průměrná roční teplota je 23 °C.
Dle průzkumu oblasti z roku 1995 zde žilo přes sto druhů savců - např. gorila nížinná, slon pralesní, kočkodan bělonosý, kočkodan talapoin, luskoun velký, prase bradavičnaté, prase pralesní, buvol pralesní, bongo lesní.
Území Dja je zahrnuto do mezinárodního ochranářského programu „Tri-National Dja-Odzala-Minkébé“ (TRIDOM) Světového fondu na ochranu přírody. Další zapojená území jsou národní park Odzala-Kokoua v Konžské republice a národní park Minkébé v Gabonu.

## Fotogalerie

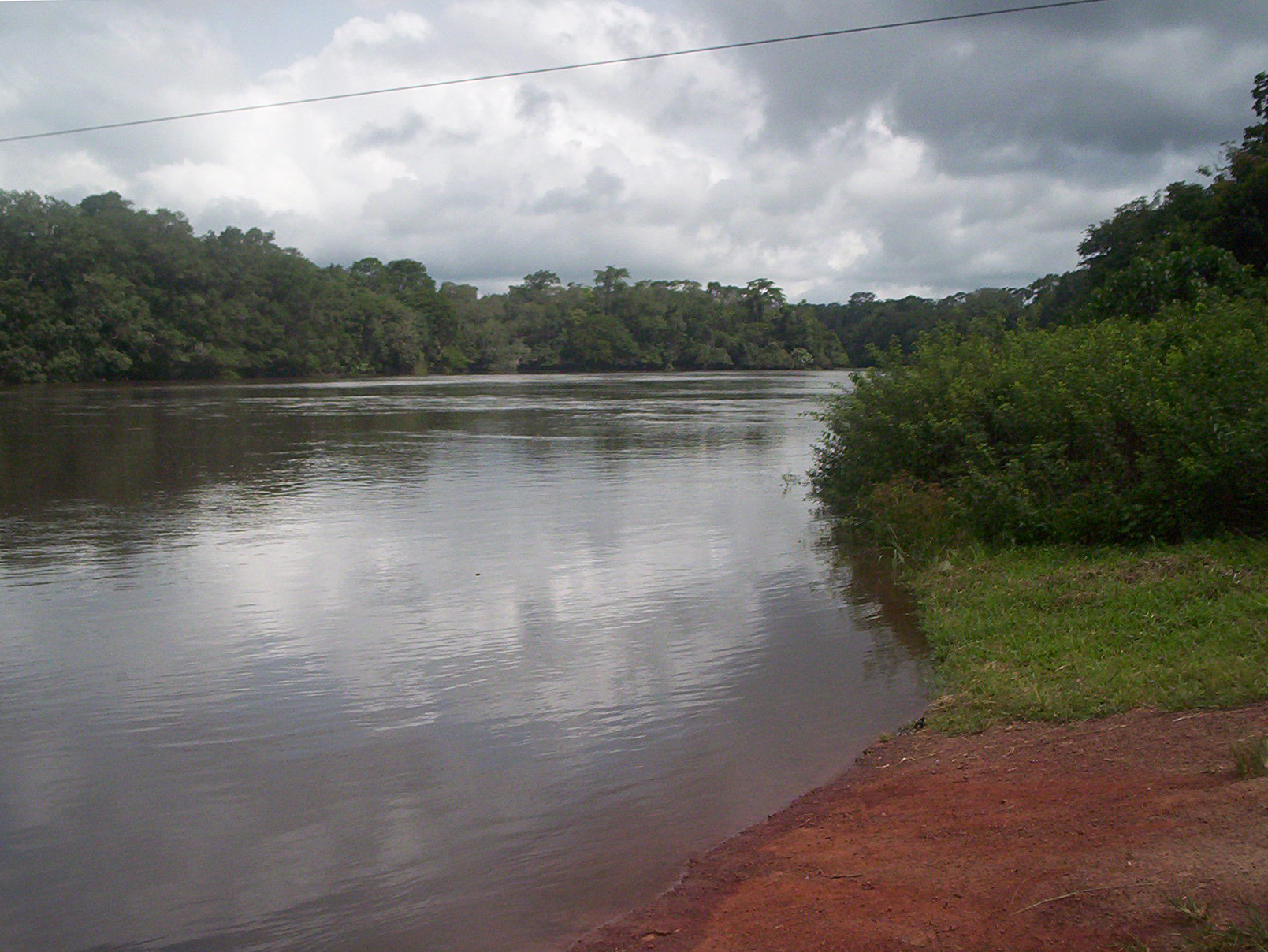
řeka Dja
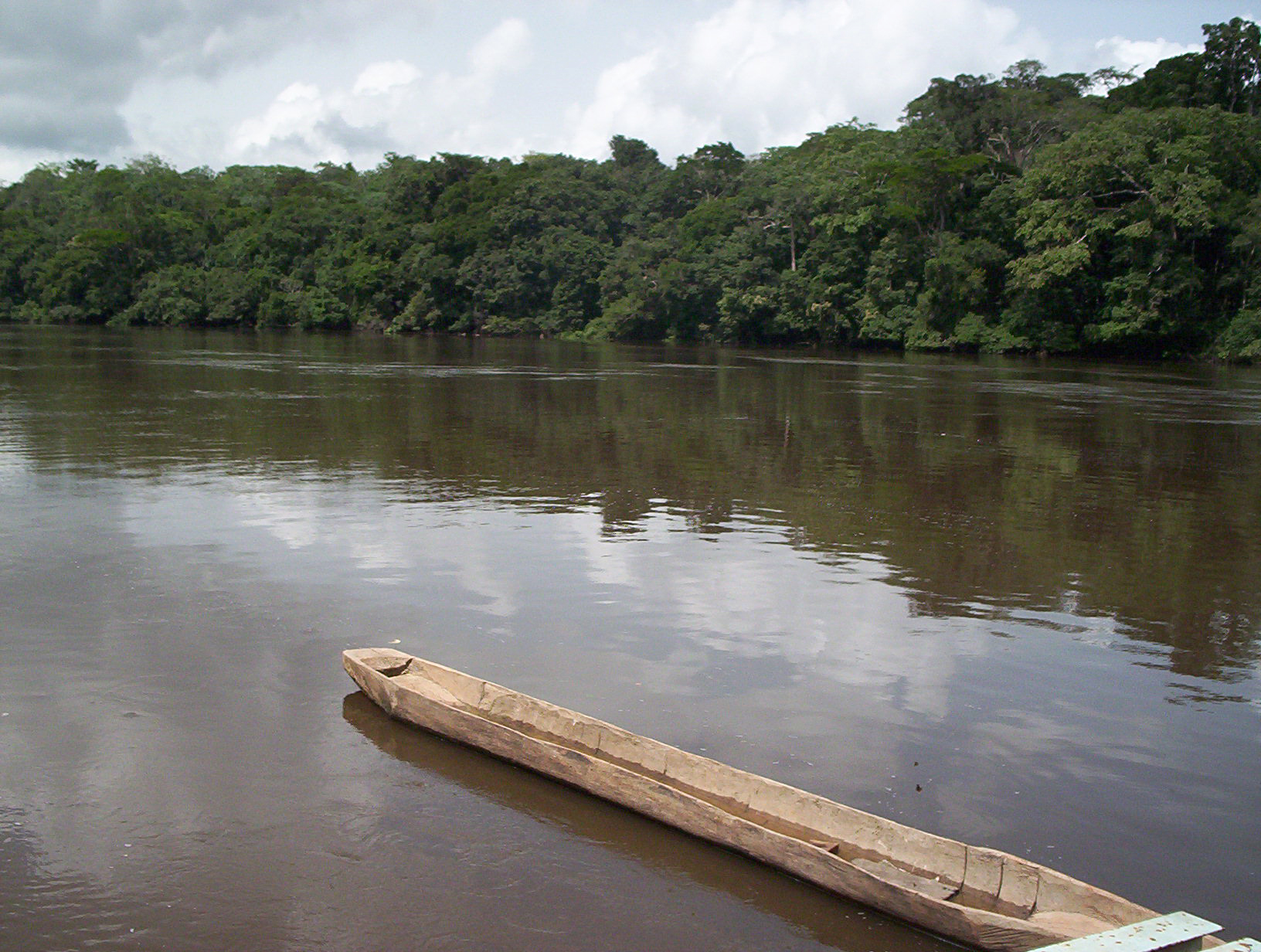
Dja
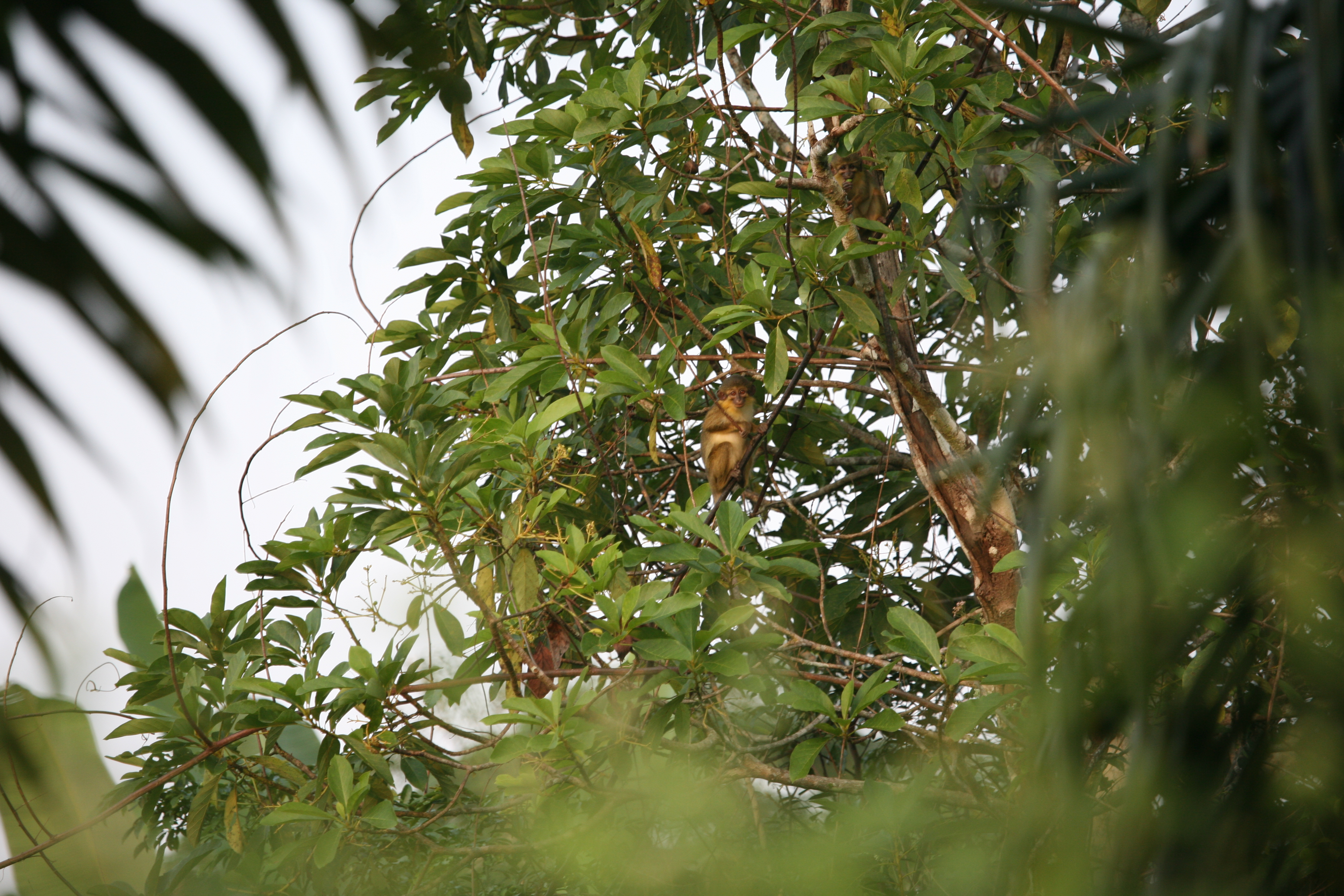
kočkodan talapoin ve zdejším porostu